# The icon
株式会社The icon（ジ・アイコン）は、日本の制作プロダクション。

## 概要
2005年1月、メディアミックス・ジャパン（MMJ）に所属していた志村彰（代表取締役会長兼プロデューサー）により創立。主にテレビドラマ、情報ドキュメンタリー番組の制作が中心になっている。

## 主な作品

### テレビドラマ
太字は現在放映中。

#### 設立後〜2009年
連続ドラマ
- プリマダム（日本テレビ、2006年4月期 水曜ドラマ）
- 花嫁は厄年ッ!（TBS、2006年7月期）
- 死化粧師 エンバーマー 間宮心十郎（テレビ東京、2007年10月期 ドラマ24）
- 再婚一直線!（TBS、2008年5月-7月 愛の劇場）
- 超人ウタダ（WOWOW、2009年1月-3月 ミッドナイト☆ドラマ）
- ママは昔パパだった（WOWOW、2009年8月-9月 連続ドラマW）

単発・スペシャルドラマ
- 終戦の日スペシャル 覚悟 〜戦場ジャーナリストの夫と生きた日々〜（TBS、2005年8月）
- 零のかなたへ〜THE WINDS OF GOD〜（ABC、2005年9月）
  - 平成17年度文化庁芸術祭テレビ部門優秀賞受賞

- ナショナルドラマスペシャル ウメ子（TBS、2005年12月）
  - 第6回日・韓・中TV制作者フォーラム・ドラマ部門最優秀作品賞受賞

- たくさんの愛をありがとう（日本テレビ、2006年4月 DRAMA COMPLEX）
- 家賃ハンター 眞鍋倫子の事件簿（ABC、2006年5月 土曜ワイド劇場）
- 港町人情ナース（テレビ東京，BSジャパン、2006年9月 水曜ミステリー9）
- 松本清張スペシャル 地方紙を買う女（日本テレビ、2007年1月 火曜ドラマゴールド）
- docomoドラマスペシャル セレンディップの奇跡 presented by 703iμ（日本テレビ、2007年3月）
- ドラマスペシャル どうぶつ119（日本テレビ、2007年6月）
- 港町人情ナース2（テレビ東京，BSジャパン、2007年8月 水曜ミステリー9）
- 恋せども、愛せども（WOWOW、2007年9月 ドラマW）
- 100の資格を持つ女〜ふたりのバツイチ殺人捜査〜（ABC、2008年3月 土曜ワイド劇場）
- ナショナルドラマスペシャル 彗星物語（TBS、2007年12月）
  - 平成19年度（第62回）芸術祭・芸術祭優秀賞受賞

- 笑顔をくれた君へ〜女医と道化師の挑戦〜（フジテレビ、2008年3月）
- 港町人情ナース3（テレビ東京，BSジャパン、2008年7月 水曜ミステリー9）
- 霧の火 樺太・真岡郵便局に散った九人の乙女たち（日本テレビ、2008年8月）
  - 平成20年度（第63回）芸術祭・芸術祭優秀賞受賞

- 上地雄輔ひまわり物語（フジテレビ、2009年3月 土曜プレミアム）
- 君のせい（TBS、2009年5月）
- 100の資格を持つ女2〜ふたりのバツイチ殺人捜査〜（ABC、2009年6月 土曜ワイド劇場）
- 夏うたドラマSP 幸せの贈り物（TBS、2009年7月）
- さよならが言えなくて〜子供たちに迫るドラッグの誘惑、夜回り先生の苦悩〜（ABC，ウッドオフィス、2009年9月）
  - 平成21年度芸術祭参加作品

- 恋うたドラマSP「三日月」（TBS、2009年9月）

ドラマ以外の番組
- 夢の扉 〜NEXT DOOR〜「日本から世界一のジーンズを作り、繊維の町・岡山を復活させたい」（TBS，ドリマックス、2005年12月）
- 阿川佐和子&檀ふみ「ああ言えば…」（MBS、2006年1月）
- 情熱大陸「泉ピン子」（MBS、2007年6月）
- 美空ひばり・生誕70年スペシャル（TBS、2007年7月 水トク!）
- NONFIX「ホスピタルクラウン」（フジテレビ、2008年2月）
- 阿川佐和子と檀ふみの「しゃべりびと」（TBS、2009年3月）
- だから私は後悔しない 〜性同一性障害との闘い〜（WOWOW、2009年8月）
  - 平成21年度芸術祭参加作品

#### 2010年代
連続ドラマ
- とめはねっ! 鈴里高校書道部（NHK総合・NHKエンタープライズ、2010年1月-2月 ドラマ8）
- 土俵ガール!（MBS、2010年7月期）
- マッスルガール!（MBS、2011年4月期）
- 恋愛ニート〜忘れた恋のはじめ方（TBS、2012年1月期）※制作協力
- サマーレスキュー〜天空の診療所〜（TBS、2012年7月期）
- ハニー・トラップ（フジテレビ、2013年10月期 土ドラ）
- 聖女（NHK総合、2014年8月-9月 ドラマ10）
- SAKURA〜事件を聞く女〜（TBS、2014年10月期 月曜ミステリーシアター）※制作協力
- 不便な便利屋（テレビ東京、2015年4月期 ドラマ24）
- ある日、アヒルバス（NHK BSプレミアム　2015年7月 - 8月 プレミアムドラマ）
- 僕らプレイボーイズ 熟年探偵社（テレビ東京　2015年7月期 金曜8時のドラマ）
- 恋がヘタでも生きてます（読売テレビ、2017年4月期 プラチナイト・木曜ドラマ）※制作協力
- 将棋めし（フジテレビ、2017年8月-9月）
- ドロ刑 -警視庁捜査三課-（日本テレビ、2018年10月期、 土曜ドラマ）
- 天 天和通りの快男児（テレビ東京、2018年10月期 ドラマパラビ）
- 癒されたい男（テレビ東京、2019年4月期 ドラマパラビ）

単発・スペシャルドラマ
- 新春ヒューマンドラマ特別企画 筆談ホステス 〜母と娘、愛と感動の25年。届け!わたしの心〜（MBS、2010年1月）
- 100の資格を持つ女3〜ふたりのバツイチ殺人捜査〜（ABC、2010年3月 土曜ワイド劇場）
- 山田太一ドラマスペシャル 遠まわりの雨（日本テレビ、2010年3月）
  - 2010年度国際ドラマフェスティバル・単発ドラマ優秀作品賞

- ヒューマンドラマ特別企画・愛と感動のドキュメント いぬのおまわりさん（MBS、2010年7月）
- さすらいの女弁護士 山岸晶（ABC、2010年7月 土曜ワイド劇場）
- 大家だけが知っている!〜幸多福子の下町事件簿〜（TBS、2010年8月 月曜ゴールデン）
- 夏子と天才詐欺師たち（ABC、2010年8月）
- 100の資格を持つ女4〜ふたりのバツイチ殺人捜査〜（ABC、2010年8月 土曜ワイド劇場）
- 屋上のあるアパート（TBS、2011年3月）
- 警視庁再犯防止課 真崎英嗣（TBS、2011年8月 月曜ゴールデン）
- 悪女たちのメス（フジテレビ、2011年12月 金曜プレステージ）
- 落としの鬼 刑事 澤千夏〜半落ちの女〜（テレビ東京・BSジャパン、2012年2月 水曜ミステリー9）
- 女秘匿捜査官 原麻希 アゲハ（フジテレビ、2012年7月 金曜プレステージ）
- ドルチェ（フジテレビ、2012年10月 金曜プレステージ）
- 悪女たちのメス episode2（フジテレビ、2012年12月 金曜プレステージ）
- 鬼女（フジテレビ　2013年6月 金曜プレステージ）
- ドルチェ2（フジテレビ、2013年11月 金曜プレステージ）
- 落としの鬼 刑事 澤千夏2〜黄金レシピの女〜（テレビ東京・BSジャパン、2013年12月 水曜ミステリー9）
- 最強のオンナ（MBS、2014年10月）※制作協力
- 最高のオヤコ（MBS、2016年1月）※制作協力
- しあわせの記憶（MBS、2017年1月）※制作協力
- 北風と太陽の法廷（日本テレビ、2017年3月 金曜ロードSHOW!）※制作協力
- 天 赤木しげる葬式編「アカギと7人の男たち」（テレビ東京、2019年12月）

ドラマ以外の番組
- 芸能人カラオケ年の差グランプリ!!見せる聞かせる名曲ギャップショー（TBS、2010年9月）
- 原宿ネストカフェ（TBS、2012年10月-2013年3月）

#### 2020年代
連続ドラマ
- 病院の治しかた〜ドクター有原の挑戦〜（テレビ東京、2020年1月期 ドラマBiz）
- パパがも一度恋をした（東海テレビ、2020年2‐3月期 オトナの土ドラ）
- ゲキカラドウ（テレビ東京、2021年1月期 ドラマホリック!）
- ももいろ あんずいろ さくらいろ（朝日放送テレビ、2021年2‐3月期 ドラマ+）
- 最高のオバハン 中島ハルコ（東海テレビ、第1シリーズ 2021年4‐5月期 、第2シリーズ 2022年10月期、オトナの土ドラ）
- 理想のオトコ（テレビ東京、2021年4月 - 5月期 ドラマParavi）
- 春の呪い（テレビ東京、2021年5月 - 6月期 サタドラ）
- ひとりで飲めるもん!（WOWOW、2021年6月 - 7月期）
- 女の戦争〜バチェラー殺人事件〜（テレビ東京、2021年7月 - 8月期 サタドラ）
- ドラマ「家、ついて行ってイイですか?」（テレビ東京、2021年8月 - 9月期 サタドラ）
- 正義の天秤（NHK総合、Season1 2021年9‐10月期 、Season2 2023年5月 - 6月期 土曜ドラマ ）
- 恋なんて、本気でやってどうするの?（関西テレビ、2022年4月期）
- みなと商事コインランドリー（テレビ東京系、2022年7月期 ドラマParavi）
- 推しが武道館いってくれたら死ぬ（朝日放送テレビ、2022年10月期 ドラマL）
- つまらない住宅地のすべての家（NHK総合、2022年10月期 夜ドラ）
- ウツボラ（WOWOW、2023年3月期 連続ドラマＷ-30）
- たとえあなたを忘れても（朝日放送テレビ、2023年10月期 日曜10時枠の連続ドラマ）
- 婚活1000本ノック（フジテレビ、2024年1月期 水曜22時枠）
- おっさんのパンツがなんだっていいじゃないか!（東海テレビ、2024年1月期、オトナの土ドラ）
- 闇バイト家族（テレビ東京、2024年1月期 ドラマ24）
- 君が獣になる前に（テレビ東京、2024年4月期 ドラマ24）
- 法廷のドラゴン（テレビ東京、2025年1月期 ドラマ9）
- 最高のオバハン中島ハルコ〜マダム・イン・ちょこっとだけバンコク〜（東海テレビ、第1シリーズ 2025年1月期、オトナの土ドラ）

単発・スペシャルドラマ
- 教場（フジテレビ、2020年1月）
- 精神分析医 氷室想介の事件簿（BS-TBS、2022年2月・2023年10月）2022年7月期 ドラマParavi）

### ネット配信

#### 2010年代
連続ドラマ
- デス・ゲーム・パーク（BeeTV、2010年4月 - 10月）
- 女神のイタズラ 〜キミになったボク〜（BeeTV、2011年3月-）
- はぴまり〜Happy Marriage!?〜（Amazon Prime Video、2016年6月 - 8月）
- 福家堂本舗-KYOTO LOVE STORY-（Amazon Prime Video、2016年10月 - 12月）

スペシャルドラマ
- 北風の法廷 〜鉄仮面弁護士・櫻川風香〜（Hulu、日本テレビ　2017年3月）
- 太陽の法廷 〜不戦弁護士・麹谷陽太〜（Hulu、日本テレビ　2017年3月）

#### 2020年代
連続ドラマ
- ホットママ（2021年3月 - 、Amazon Prime Video）

### 映画
- あのコの、トリコ。（2018年）

## 関連人物

### 役員
代表取締役会長
- 志村彰

代表取締役社長・プロデューサー
- 高石明彦

取締役
- 瀧藤雅朝（株式会社ジャパン・ミュージックエンターテインメント代表取締役社長）
- 渡辺万由美（株式会社トップコート代表取締役社長）

監査役
- 後藤史郎（株式会社ゴッズダイナミックワールド代表取締役社長）

### 所属スタッフ
- 志村彰（代表者、プロデューサー）
- 高石明彦（プロデューサー）
- 関川友理（プロデューサー）
- 渋谷未来（プロデューサー、テレパック出身）
- 渋谷英史（演出）